# 斯通沃爾縣 (德克薩斯州)
斯通沃爾縣（英語：Stonewall County）位美国德克萨斯州西北部的一個縣，面積2,383平方公里。根据2020年美國人口普查，共有人口1,245人。縣治阿斯珀蒙特（Aspermont）。該縣成立於1876年8月21日，縣政府成立於1888年，縣名紀念在錢斯勒斯維爾戰役中的陣亡的湯瑪士·喬納桑·石牆傑克森（縣名得自「石牆」音譯）。